# Mouflon à manchettes
Ammotragus lervia
Genre
Espèce
Statut de conservation UICN

 VU C1 : Vulnérable
Statut CITES
Sous-espèces de rang inférieur
- Ammotragus lervia lervia
- Ammotragus lervia angusi
- Ammotragus lervia blainei
- Ammotragus lervia fassini
- Ammotragus lervia ornatus
- Ammotragus lervia sahariensis

Le mouflon à manchettes (Ammotragus lervia) est parfois appelé mouflon de Barbarie, aoudad ou arui. Son nom scientifique signifie en grec « chèvre de sable ».

## Description
C'est un bovidé de la sous-famille des caprinés, de taille moyenne, ne dépassant pas 1,70 m de long (sans la queue) pour un poids de 40 à 145 kg. Adulte, le mâle arbore des cornes qui atteignent 84 cm de long, la femelle ayant des cornes de 40 cm maximum. Elles s'élancent vers le haut puis s'incurvent en demi-cercles divergeant vers l'arrière.

## Répartition et habitat

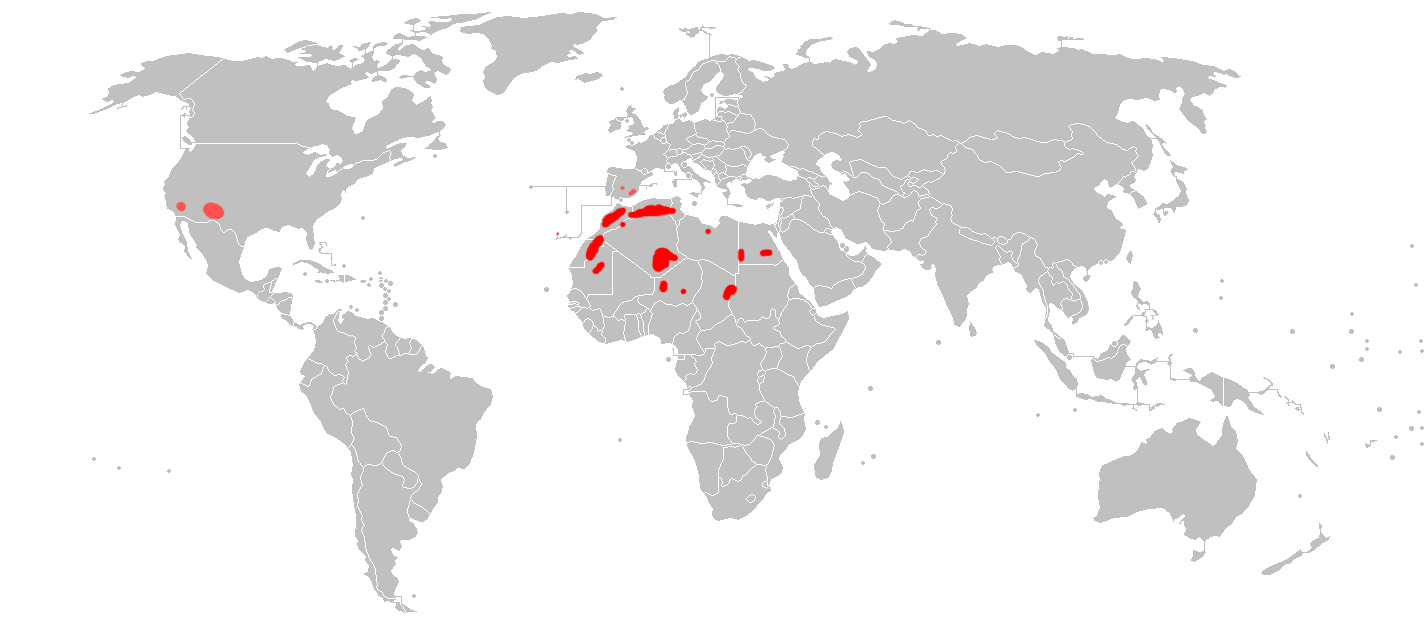
Répartition du mouflon à manchettes :
Régions d'origine
Régions d'introduction

Habitant les montagnes désertiques du Nord de l'Afrique,
Le mouflon à manchettes est menacé dans son habitat d'origine, mais se comporte en espèce invasive en Espagne et aux États-Unis, après y avoir été introduit pour la chasse. Il est également présent dans la dépression de Qattara en Egypte ou sur le plateau de l'Ennedi au Tchad.
L'espèce a disparu en Libye à la suite de l'intense braconnage pratiqué après la chute du régime de  Mouammar Kadhafi.

## Sous-espèces
| Nom                                                       | Répartition | Image |
| --------------------------------------------------------- | ----------- | ----- |
| Ammotragus lervia lervia                                  |             |       |
| Ammotragus lervia angusi W. Rothschild, 1921              |             |       |
| Ammotragus lervia blainei, W. Rothschild, 1913            |             |       |
| Ammotragus lervia fassini Lepri, 1930                     |             |       |
| Ammotragus lervia ornatus I. Geoffroy Saint-Hilaire, 1827 |             |       |
| Ammotragus lervia sahariensis W. Rothschild, 1913         |             |       |